# Puerto San Julián
Puerto San Julián je přístavní město v argentinské provincii Santa Cruz v Patagonii. Leží na pobřeží Atlantského oceánu, mezi přístavy Puerto Deseado na severu a Puerto Santa Cruz na jihu. V době plachetnic se nacházelo 180 kilometrů jižně od Puerto Deseado pravidelné kotviště při cestách k Mysu Horn. Dnes je Puerto San Julián malé město s 6100 obyvateli s přístavem a je hlavním městem departementu Magallanes.